# 斉藤ナミ
斉藤 ナミ（さいとう なみ）は、日本のエッセイスト。愛知県岡崎市在住。

## 概要
noteを中心に活動するエッセイスト。承認欲求、嫉妬、自意識などの感情をテーマにした文章を多数執筆しており、日常に根ざした経験をもとにしたユーモラスな筆致が特徴とされる。

## 経歴
グラフィックデザイナーとして働く傍ら、2020年に作家・岸田奈美が主催するウェブ上の文学賞「キナリ杯」にて、自宅でのVIO脱毛体験を綴ったエッセイで優勝した。以後、noteを中心にエッセイの発表を続けている。
2021年、ウェブメディア『ランドリーボックス』にて、自身の体と向き合う連載コラム「斉藤ナミのもやもやしてしょうがない！」を開始。
2023年、「うしろめたさを味わいに、1人で高級ランチを食べに行く」がnote創作大賞2023においてエッセイ部門大賞（幻冬舎賞）を受賞。2024年11月には同作を含む初の著書『褒めてくれてもいいんですよ？』をhayaoki booksより刊行した。
2025年3月より、中央公論新社のウェブメディア『婦人公論.jp』にて、嫉妬をテーマにした連載「嫉妬マニア」を開始。

## 受賞歴
- 2020年：キナリ杯 超無限優勝（第1位）
- 2023年：note創作大賞2023 エッセイ部門 大賞（幻冬舎賞）

## 著書
- 『褒めてくれてもいいんですよ？』（2024年11月、hayaoki books）[6] ISBN 978-4910767055

## トークイベント・対談
- 前田高志「『褒めてくれてもいいんですよ？』刊行記念トークイベント」青山ブックセンター本店（2024年12月17日開催）[7]

## 対談
2025年5月9日、立命館大学教授の政治学者山本圭と「嫉妬」をテーマにした対談を行い、『婦人公論.jp』に掲載された。

## コラボレーション・企画参加
- Adobe Acrobat：「みんなの資料作成」プロジェクトにエッセイを寄稿[9]
- マイナビ：「#あの選択をしたから」コンテストにて審査員およびお手本記事を執筆[10]
- Google Gemini：「#AIとやってみた」コンテストにて審査員およびお手本記事を執筆[11]

## 公開イベント・メディア出演

### ラジオ出演
- 『八木志芳の私たちは求めてる』（CBCラジオ、2024年12月22日放送） - ゲスト出演[12]